# Hazlov
Hazlov (deutsch Haslau) ist eine Gemeinde im Karlovarský kraj in Tschechien. Der Ort ist Teil des böhmischen Vogtlandes.

## Geographie

### Geographische Lage
Der Ort liegt auf 550 m n.m. an der Verbindungsstraße zwischen Cheb (Eger) und Aš (Asch) am Fuß des Berges Hradiště. Die Ortslage befindet sich im Tal des Slatinný potok (Schladabach) zwischen dem Fichtel- und Elstergebirge am südlichen Ende des Ascher Ländchens. Drei Kilometer östlich führt der Grenzübergang Vojtanov – Schönberg am Kapellenberg nach Deutschland, zehn Kilometer nordwestlich liegt die oberfränkische Stadt Selb.

### Gemeindegliederung
Die Gemeinde Hazlov besteht aus den Ortsteilen Hazlov (Haslau), Výhledy (Steingrün), Polná (Hirschfeld), Skalka (Rommersreuth), Vlastislav (Seichenreuth) und Lipná (Lindau). Grundsiedlungseinheiten sind Hazlov, Lipná, Otov (Ottengrün), Ovčárna (Schäferei), Podílná (Halbgebäu), Polná, Skalka, Vlastislav und Výhledy. Das Gemeindegebiet gliedert sich in die Katastralbezirke Hazlov, Lipná u Hazlova, Otov u Hazlova, Polná u Hazlova, Skalka u Hazlova, Táborská und Výhledy.

### Nachbarorte
|                    | Aš (Asch)                                   |                         |
| Selb               | Kompassrose, die auf Nachbargemeinden zeigt | Bad Brambach            |
| Libá (Liebenstein) | Poustka (Oed)                               | Vojtanov (Voitersreuth) |

## Geschichte

### Burg und Lehensgut Haslau

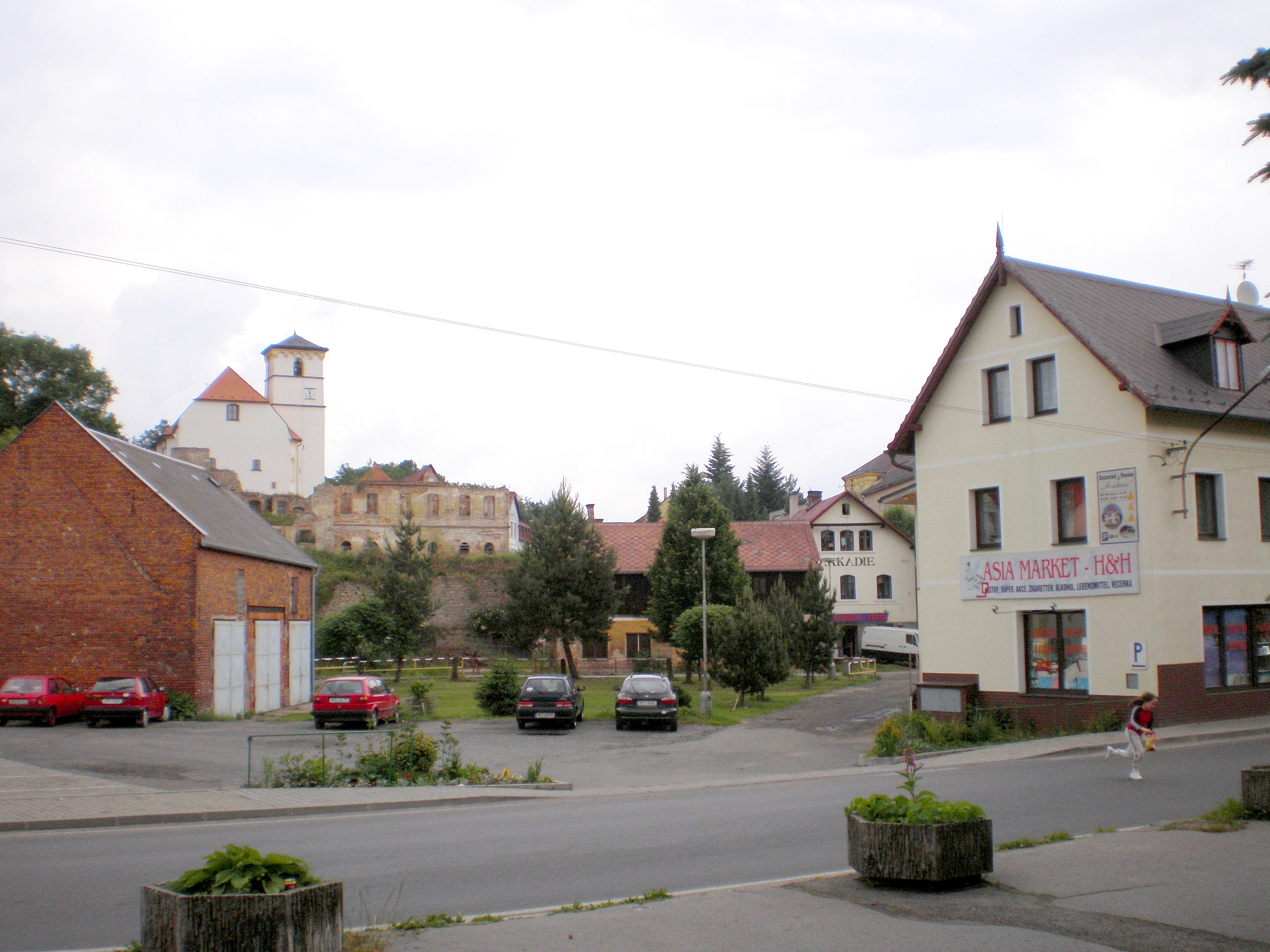
Hazlov, Schlossruine und Kirche.

Der erste urkundliche Nachweis eines Herrensitzes in Haslau, heute als Schlossruine Hazlov erhalten, stammt aus dem Jahr 1224 als Friedrich von Haselah aus der altadeligen Familie der Haslauer von Haslau (Hozlauer von Hozlau) zugunsten des Klosters Waldsassen im Nordgau auf Lehensrechte in Haselah, Grün und Rommersreuth (Skalka) verzichtete. Ein dazugehöriges Dorf Hazlau wurde seit Ende des 13. Jahrhunderts erwähnt. Die nachfolgenden Lehensträger der Burg und des Ortes Haselah, Hasela, Hasla und Haßla, 1875 Haslau waren Ministeriale der Kaiserburg der Staufer in Eger. Das Lehensgut Haslau war wirtschaftlich nicht allzu ertragreich. Im Jahr 1553 wurde eine Brauerei mit Abnahmeverpflichtung des Bieres durch die Untertanen der Grundherrschaft errichtet.
Lehensträger der Burg und des Gutes Haslau waren nach den von Haslau, Ministeriale aus dem Haus der Landgrafen von Leuchtenberg, Niklas und Hans Jur (Guer) und Heinz von Landwüst bis 1492, gefolgt bis 1570 von Hans Malersik, Wilhelm Pergler und den von Reitzenstein und 1575 bis 1629 von dem Adelsgeschlecht von Kotzau. Im Jahr 1635 gelangte der Obrist und kaiserlich-österreichische Kriegskommissar Dietrich von Steinheim in den Besitz der Burg Haslau, des Lehnguts Haslau und der benachbarten Burg Seeberg sowie des Guts Seeberg (Ostroh). Anschließend kaufte Oberst Karl von Schönaich für 6000 Rheinischer Gulden Gut Haslau und Gut Seeberg, ließ die Friedhofskirche Sankt Georg in Haslau errichten und die Burg Haslau zu einem Schloss umbauen. 1682 bis 1795 folgten die Ritter von Mosern, die die Geißberg- und Ledergasskapelle stifteten.
Von 1795 bis 1853 hatten Schloss und Gut Haslau mit der wachsenden Ertragskraft durch die industrielle Entwicklung des Ortes Haslau in raschem Wechsel bürgerliche Eigentümer. Im Jahr 1853 kaufte Johann Wilhelm Edler von Helmfels das Gut Haslau, übergab den Besitz seinem Sohn Friedrich Wilhelm von Helmfels, Kirchenpatron von Haslau, von dem es 1919 dessen Sohn Wilhelm erbte, der 1945 kurz vor der Enteignung und Vertreibung der Familie durch die Beneš-Dekrete verstarb und noch in der Haslauer Friedhofsgruft beerdigt wurde. Seine Witwe Maria und die Söhne Friedrich und Georg wurden 1945 während der Vertreibung der Deutschen aus der Tschechoslowakei enteignet und zum Verlassen des Ortes gezwungen. Schloss Haslau wurde als Besitz der Tschechoslowakei allgemein zugänglich, als Steinbruch benutzt und begann zu verfallen. Die Schlossruine Hazlov wurde nach 1990 saniert; ein Wiederaufbau ist geplant.

### Marktort Hazlov
Haslau entstand vor dem 12. Jahrhundert aus drei Siedlungskernen, der Burg Haslau, einem befestigten Herrensitz, der nach dem Dreißigjährigen Krieg um 1660 zu einem Schloss mit einer Schlosskirche umgebaut wurde, einem Dorf mit Bauern in Erbuntertänigkeit, das spätestens im 12. Jahrhundert entstand und nach der charakteristischen Landaufteilung der Felder vom Nordgau aus besiedelt wurde sowie dem Ortsteil Ledergasse, einer Ansiedlung von Handwerkern mit Tätigkeits- und Werkzeugbezeichnungen in ostfränkischer Mundart. Dieser Siedlungskern lag an einer alten Straße, die im Nordgau von Hof (Saale) über Rehau und Aš zur Reichsstadt Eger führte und von kleinen Weilern umgeben war, deren Ortsnamen als Ziegelhütte, Ecce Homo, Zankhaus, Hirschberg, Hammermühle, Birkicht („am Birke“) mit dem Dreikreuzberg und Untere und Obere Mühle überliefert wurden. Seit dem Jahr 1307 ist eine römisch-katholische Kirche in Haslau nachweisbar.
Im Jahr 1550 wurde Haslau durch den Augsburger Reichs- und Religionsfrieden drei Generationen lang evangelisch-lutherisch. Für das Jahr 1612 sind erstmals Personennamen der erbuntertänigen, abgabe- und fronpflichtigen Bewohner und die Anzahl der wehrfähigen Männer des Ortes Haslau nachweisbar. Im Jahr 1628 während der Rekatholisierung im Königreich Böhmen wurde Haslau wieder römisch-katholisch und von 1631 bis 1634 predigten Angehörige des Franziskanerordens in der Haslauer Kirche. Im Dreißigjährigen Krieg wurde Haslau 1631 und 1647 von schwedischen Truppen geplündert, Schloss und Kirche wurden verwüstet. Im Ort brach das Fleckfieber aus. In einem Urbar des Jahres 1634 ist ersichtlich, dass das Dorf Haslau drei ganze Höfe mit etwa 16 Stück Großvieh und sechs halbe Höfe mit Kleinvieh und Geflügel hatte. Die Wasserversorgung erfolgte über Pumpen und Brunnen aus dem Grundwasser.

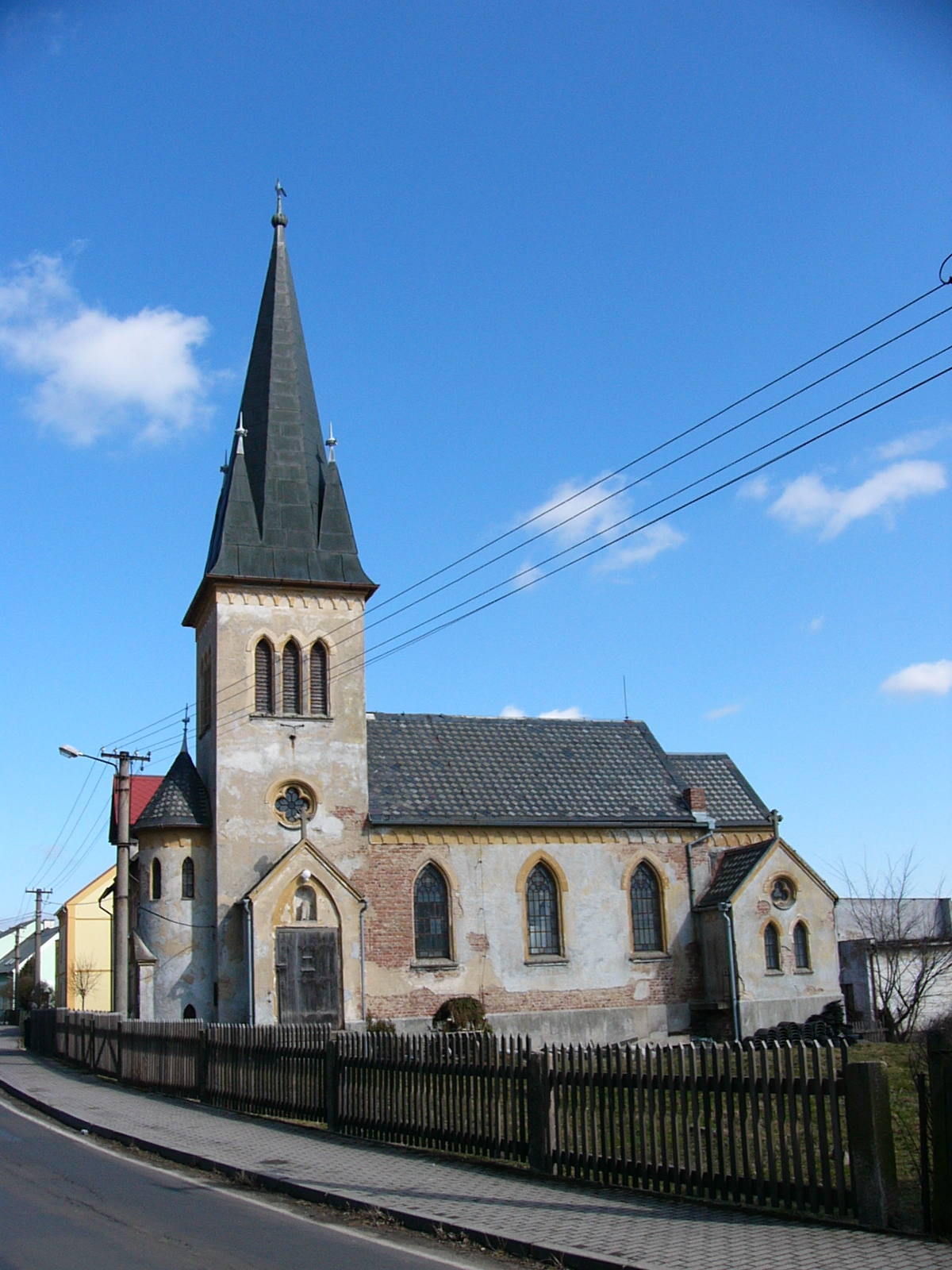
Evangelische Kirche Hazlov
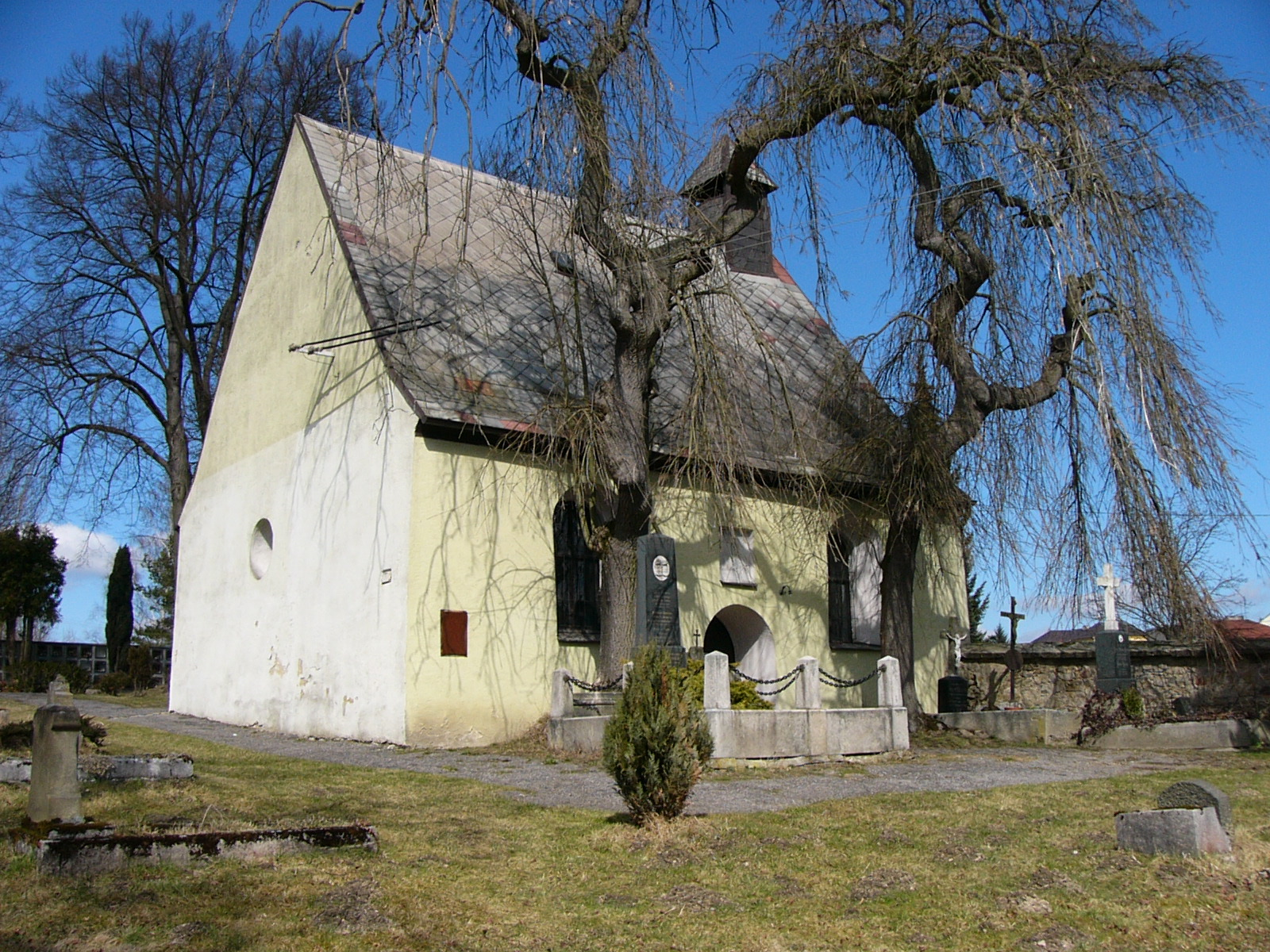
Friedhofskapelle

In den Jahren 1687 und 1688 erfolgte mit Planung des Jesuitenordens in Eger ein Neubau der Kirche als Schlosskirche, die der Regensburger Bischof Albert Ernst von Wartenberg weihte. Bis zur Aufhebung des Jesuitenordens durch Kaiser Joseph II. im Jahr 1773 unterstand den Jesuiten die Kirche, das Schloss und die Betreuung der Gläubigen. Seit 1649 sind die Kirchenbücher von Haslau mit den Aufzeichnungen zu Geburt, Heirat und Tod der Bewohner von Haslau erhalten. 1780 wurde eine Nummerierung der Häuser eingeführt. Das Toleranzpatent des Jahres 1780 ermöglichte evangelisch-lutherischen und anderen Glaubensangehörigen eine Wiederansässigkeit in Haslau. Nach dem Josephinischen Kataster von 1789 hatte Haslau 110 Häuser. Seit 1907 bestand eine evangelische Kirchengemeinde.

### Goethe in Haslau
Im August 1831 schrieb Johann Wolfgang von Goethe kurz vor seinem Tod einen letzten dichterischen Gruß an Böhmen, das Vier-Strophen-Gedicht Geognostischer Dank an Haslau, seine Täler und Felsen, das in einer Privatzeitschrift erschien. Jedes Mal, wenn Goethe auf der alten Poststraße von Weimar über Hof – Rehau – Asch – Eger in die böhmischen Bäder reiste, rastete er auf einem großen Quarzfelsen am Rand des Himmelreicher Waldes bei Haslau, um von dort die Aussicht zu genießen. Einer der zahlreichen Goethesteine erinnert noch an ihn.

### Industrielle Entwicklung
In der ersten Hälfte des 19. Jahrhunderts entwickelten sich aus Hauswebereien und Handwerksbetrieben ertragreiche Produktionsstätten. Das Bauerndorf Haslau entwickelte sich zu einem Industrie- und Marktort mit umfangreicher Infrastruktur. Im Jahr 1848 endete die Feudalzeit durch die Bauernbefreiung aus der Erbuntertänigkeit, der Robot- und Abgabepflicht und dem Gewohnheitsrecht des ius primae noctis für den Gutsherren auch in Haslau. Durch eine anschließende Neuordnung der Verwaltungsbezirke in der Monarchie Österreich-Ungarn kam Haslau mit den umliegenden Orten Halbgebäu, Hirschfeld, Lindau, Frankenhaus, Ottengrün, Neuengrün (das spätere Wertengrün), Rommersreuth, Steingrün und Himmelreich zum Gerichtsbezirk Asch bzw. Bezirk Asch und vergrößerte das Ascher Ländchen.
Seit 1865 hatte Haslau eine Bahnstation an der Bahnlinie von Eger über Asch nach Hof an der Saale. Seit 1886 erhielten die Kinder des Ortes Schulunterricht, der 1922 durch eine Bürgerschule erweitert wurde. Am 13. Juni 1889 setzte ein langanhaltender Wolkenbruch mit Hagelschlag die Häuser von Haslau meterhoch unter Wasser. Freiwillige Spenden linderten die Not. 1894 zerstörte ein Brand sechs Bauernhöfe und vier Häuser. Nachfolgend wurde eine Freiwillige Feuerwehr gegründet.
Nach der Gründung der Tschechoslowakei 1918 versorgte ein Postamt Haslau und die Umgebung mit telegraphischen Nachrichten, außerdem wurde Gendarmerie- und Zollbehörde eingerichtet. Frei werdende Arbeitsplätze in diesen staatlichen Einrichtungen wurden zunehmend mit ortsfremden Tschechen besetzt. Durch die Inflation im Jahr 1923, die Wirtschaftskrise der Jahre 1929 und 1930 und eine Absatzkrise für Textilerzeugnisse schnellte die Zahl der Arbeitslosen in Haslau in die Höhe und die Unzufriedenheit der deutschen Bewohner wuchs. Nach dem Münchner Abkommen gehörte Haslau von 1938 bis 1945 im Landkreis Asch zum Reichsgau Sudetenland des Deutschen Reiches.

### Nach dem Zweiten Weltkrieg
Am Ende des Zweiten Weltkriegs wurde Haslau am 6. Mai 1945 von US-amerikanischen Truppen auf dem Vormarsch nach Westböhmen befreit. Im Oktober 1945 endete deren Anwesenheit in Böhmen und russisch-sowjetische Truppen erreichten die Grenze zu Bayern. Haslau kam wieder zur Tschechoslowakei zurück. Ab Juli 1945 wurden die deutschsprachigen Haus- und Grundeigentümer des Ortes, der den amtlichen Ortsnamen Hazlov erhielt, durch tschechische Kommandotrupps enteignet und zum Verlassen des Ortes gezwungen. Der bisherige Lebensunterhalt durch die Industriebetriebe in Hazlov kam nach der Vertreibung der Deutschen aus Böhmen in den nachfolgenden Jahren für die Verbliebenen und Neusiedler des Ortes zum Erliegen. Rotlichtmilieu prägte das Erscheinungsbild des Ortes. Seit der Grenzöffnung zu Tschechien im Jahr 1990 wird Hazlov von der vielbefahrenen Straße von Hof (Saale) nach Cheb durchquert und der Wiederaufbau einer wirtschaftlich gesicherten Infrastruktur durch grenzüberschreitende Projekte angestrebt.

## Entwicklung der Einwohnerzahl
| Jahr | Einwohnerzahl |
| ---- | ------------- |
| 1869 | 2238          |
| 1880 | 2257          |
| 1890 | 2156          |
| 1900 | 2288          |
| 1910 | 2785          |

| Jahr   | Einwohnerzahl |
| ------ | ------------- |
| 1921   | 2301          |
| 1930   | 2867          |
| 1950   | 1054          |
| 1961 1 | 1340          |
| 1970 2 | 1456          |

| Jahr   | Einwohnerzahl |
| ------ | ------------- |
| 1980 2 | 1389          |
| 1991 2 | 1365          |
| 2001 2 | 1595          |
| 2011 2 | 1573          |

## Politik

### Wappen
Das Wappen der Gemeinde Hazlov ist mit dem Wappen des Adelsgeschlecht Haslauer von Haslau, auch Hozlauer von Hozlau, identisch, das bis in das 16. Jahrhundert als Reichsritter im Egerland, im Ascher Ländchen, im Hofer Land und später in Südböhmen ansässig war und im 19. Jahrhundert im Mannesstamm erlosch. Sie sind eines Stammes mit den von Neuberg, den von Schönberg am Kapellenberg und den von Raitenbach. Ihr Stammwappen zeigt eine Spitze, geteilt in Rot und Silber im Wechsel mit der jeweils anderen Farbe. Das Wappen des Ortes Hazlov wurde durch einen roten Löwen im linken oberen Feld, vom Betrachter aus gesehen, erweitert und erinnert an die Ansässigkeit dieser alten Familie.

## Kultur und Sehenswürdigkeiten

### Bauwerke

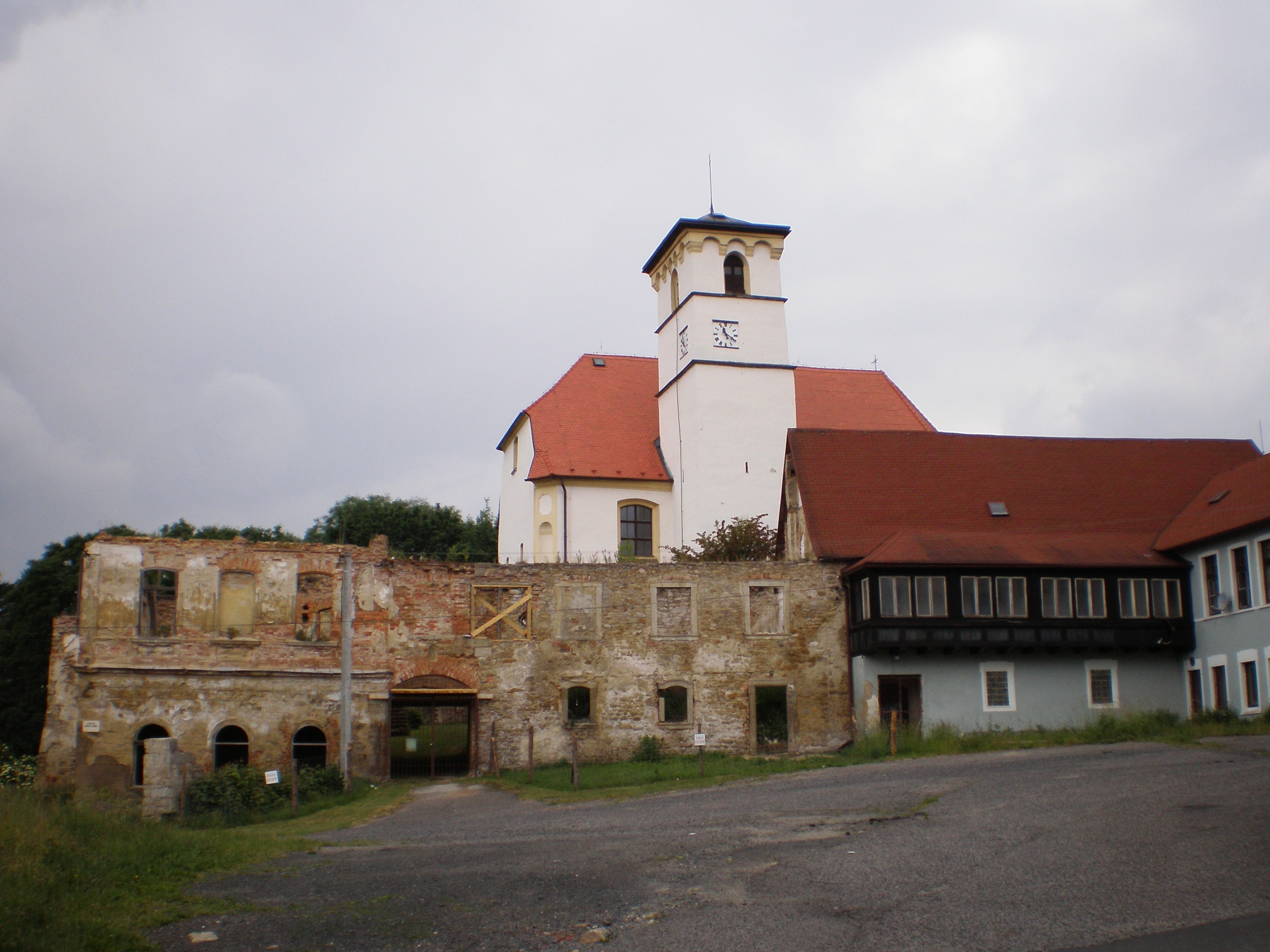
Schlossruine im Vordergrund
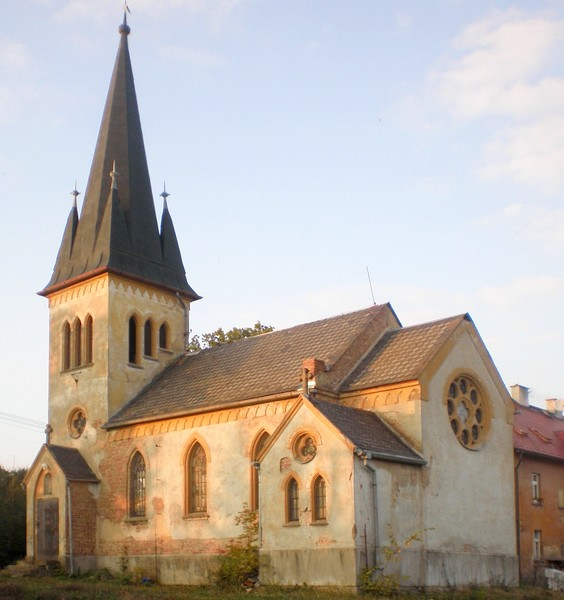
Evangelische Kirche

- Schlossruine Hazlov
- Evangelische Kirche
- Kreuzerhöhungskirche

### Legenden
Am Seeberger Weg in Haslau/Hazlov bei der Geißbergkapelle stand auf einem sagenumwobenen, vermutlich aus vorchristlicher Zeit stammenden Kultplatz eine Linde, der bis in das 20. Jahrhundert heilende Kräfte bei schwärenden Wunden zugesprochen wurden. Wenn ein Bittsteller den Eiter der Wunde abtupfte und diesen in ein vorgebohrtes Loch im Stamm der Linde drückte, konnte eine Heilung der Erkrankung erzielt werden.
Im Zusammenhang mit Vergeltung und Strafe wurden steinerne, massive Wegkreuze als Sühne- und Reuezeichen zur Vergebung von Missetaten und Verbrechen errichtet. Das „Husarenkreuz“ aus der Zeit des Dreißigjährigen Krieges wurde durch Heimatvertriebene in das Museum von Rehau verbracht.

## Söhne und Töchter des Ortes
- Johann Christoph Grünbaum (1785–1870), böhmischer Opernsänger (Tenor), Gesangspädagoge und Übersetzer
- Victor Hecht (1847–1904), Alpinist und Jurist
- Liesl Bareuther (1894–1970), österreichische Malerin
- Christof Kirschnek (1912–1971), tschechoslowakisch-deutscher Politiker (KPTsch, SED) und Rundfunkfunktionär